# Klonowica (zajezdnia autobusowa)
Klonowica – jedna z czterech zajezdni obsługujących autobusy miejskie w Szczecinie. Należy do Szczecińskiego Przedsiębiorstwa Autobusowego „Klonowica”. Znajduje się przy ul. Sebastiana Klonowica 3c na osiedlu Zawadzkiego-Klonowica, obok siedziby Tramwajów Szczecińskich.
Według stanu z sierpnia 2025 w zajezdni Klonowica stacjonują 102 autobusy.

## Historia
W 1959 r. na ulicę Klonowica przeniesiono autobusy garażujące dotychczas razem z tramwajami w zajezdni przy ulicy Kolumba. Zbudowano prowizoryczne baraki wraz z zapleczem technicznym i stacją benzynową. W tym samym roku podjęto decyzję o wybudowaniu trwałego budynku zajezdni autobusowej i warsztatów tramwajowych. Budowę, której koszt wyniósł 83,5 miliona złotych, zakończono dopiero w 1965 r. Przekazanie do eksploatacji nastąpiło jednak w 1967 r. z powodu konieczności usunięcia wad konstrukcyjnych. W latach 1991–1992 obok zajezdni wybudowano dwupiętrowy budynek dyspozytorni.
1 listopada 1999 r. ze struktur MZK Szczecin wydzielono Szczecińskie Przedsiębiorstwo Autobusowe „Klonowica” wraz z zajezdnią autobusową Klonowica. We wrześniu 2021 r. zakończono przebudowę zajezdni obejmującą wykonanie stacji ładowania na sześć autobusów elektrycznych, budowę stacji transformatorowej zasilającej ładowarki i stanowisk. Koszt prac wyniósł 1 646 392,46 zł.

## Tabor

### Współcześnie
| Zdjęcie        | Model                         | Liczba | Rok produkcji                |
| -------------- | ----------------------------- | ------ | ---------------------------- |
|                | Solaris Urbino 10 III         | 4      | 2010, 2012                   |
|                | MAN NL273 Lion’s City         | 1      | 2007                         |
|                | Solaris Urbino 12 III         | 27     | 2005, 2006, 2009, 2011, 2012 |
|                | Solaris Urbino 12 IV Hybrid   | 8      | 2018                         |
|                | Solaris Urbino 12 IV Electric | 6      | 2022                         |
|                | Solaris Urbino 18 III         | 34     | 2008–2012, 2015              |
|                | Solaris Urbino 18 IV          | 4      | 2019                         |
|                | Solaris Urbino 18 IV Hybrid   | 8      | 2018                         |
|                | Solaris Urbino 18 IV Electric | 10     | 2021, 2024                   |
| Łączna liczba: | Łączna liczba:                | 102    |                              |

### Dawniej
| Zdjęcie | Model                        | Lata produkcji       |
| ------- | ---------------------------- | -------------------- |
|         | Ikarus 280.26                | 1981–1984, 1989–1992 |
|         | Jelcz M11                    | 1985–1990            |
|         | Jelcz L11/2                  | 1989                 |
|         | MAN NG272                    | 1992                 |
|         | Jelcz 120M                   | 1994                 |
|         | MAN NL202                    | 1994                 |
|         | Volvo B10MA                  | 1994, 1995           |
|         | Autosan H6-20                | 1996, 1997           |
|         | Volvo B10L-SN12              | 1997                 |
|         | MAN NL262                    | 1997, 1998, 2000     |
|         | MAN NG363                    | 2002                 |
|         | MAN NL263                    | 2002, 2003           |
|         | MAN NL283                    | 2004                 |
|         | MAN NL283-10,5 Lion’s City M | 2005                 |
|         | MAN NG313 Lion’s City G      | 2005, 2006           |
|         | MAN NM283 Lion’s City M      | 2006                 |
|         | MAN NG363 Lion's Ctiy G      | 2007                 |